# Kevin Höög Jansson
Kevin Höög Jansson, född 29 september 2000, är en svensk fotbollsspelare som spelar för IFK Norrköping.

## Karriär
Kevin Höög Jansson fostrades i Helsingborgs IF. Sommaren 2019, innan han fått göra sin A-lagsdebut i klubben, valde han att skriva på för Mjällby AIF.
Han begick sin A-lagsdebut i den näst sista omgången av Superettan, då han hoppade in i slutminuterna av 2–0-segern mot Syrianska FC den 28 oktober 2019. Säsongen slutade med allsvenskt avancemang för Mjällby AIF, men Höög Jansson fick inte förlängt kontrakt med klubben och lämnade således efter blott en spelad match.
I januari 2020 skrev Höög Jansson på för Fremad Amager, hemmahörande i den danska andradivisionen. Ett år senare, januari 2021, gick sedan han till bulgariska Botev Plovdiv. Året därefter, mars 2022, blev Höög Jansson klar för sydkoreanska Gangwon FC.
I juni 2023 blev Höög Jansson klar för allsvenska IFK Norrköping. I augusti 2024 lånades han ut till Östers IF på ett låneavtal över resten av säsongen.

## Personligt
Kevin Höög Jansson är son till fotbollsspelaren Jesper Jansson och brorson till fotbollsspelaren Ulrik Jansson.

## Karriärstatistik
| Klubb              | Säsong             | Liga                   | Liga    | Liga | Nationell cup | Nationell cup | Övrigt  | Övrigt | Totalt  | Totalt |
| Klubb              | Säsong             | Division               | Matcher | Mål  | Matcher       | Mål           | Matcher | Mål    | Matcher | Mål    |
| ------------------ | ------------------ | ---------------------- | ------- | ---- | ------------- | ------------- | ------- | ------ | ------- | ------ |
| Mjällby AIF        | 2019               | Superettan             | 1       | 0    | 0             | 0             | —       | —      | 1       | 0      |
| Fremad Amager      | 2019/2020          | 1. division            | 8       | 0    | 0             | 0             | —       | —      | 8       | 0      |
| Fremad Amager      | 2020/2021          | 1. division            | 13      | 1    | 1             | 0             | —       | —      | 14      | 1      |
| Fremad Amager      | Totalt             | Totalt                 | 21      | 1    | 1             | 0             | —       | —      | 22      | 1      |
| Botev Plovdiv      | 2020/2021          | Bulgariska förstaligan | 9       | 0    | 0             | 0             | —       | —      | 9       | 0      |
| Botev Plovdiv      | 2021/2022          | Bulgariska förstaligan | 18      | 0    | 1             | 0             | —       | —      | 19      | 0      |
| Botev Plovdiv      | Totalt             | Totalt                 | 27      | 0    | 1             | 0             | —       | —      | 28      | 0      |
| Gangwon FC         | 2022               | K League 1             | 21      | 1    | 0             | 0             | —       | —      | 21      | 1      |
| Gangwon FC         | 2023               | K League 1             | 1       | 0    | 0             | 0             | —       | —      | 1       | 0      |
| Gangwon FC         | Totalt             | Totalt                 | 22      | 1    | 0             | 0             | —       | —      | 22      | 1      |
| IFK Norrköping     | 2023               | Allsvenskan            | 9       | 0    | 1             | 1             | —       | —      | 10      | 1      |
| IFK Norrköping     | 2024               | Allsvenskan            | 14      | 1    | 1             | 0             | —       | —      | 15      | 1      |
| IFK Norrköping     | Totalt             | Totalt                 | 23      | 1    | 2             | 1             | —       | —      | 25      | 2      |
| Östers IF (lån)    | 2024               | Superettan             | 10      | 1    | 0             | 0             | —       | —      | 10      | 1      |
| Totalt i karriären | Totalt i karriären | Totalt i karriären     | 104     | 4    | 4             | 1             | —       | —      | 108     | 5      |